# América Football Club (Fortaleza)
Pour les articles homonymes, voir América Football Club.
Maillots
L'América Football Club est un club brésilien de football basé à Fortaleza dans l'État du Ceará.

## Palmarès
- Championnat du Ceará :
  - Champion : 1935, 1966